# Eugène d’Eichthal
Dieser Artikel wurde auf der Qualitätssicherungsseite des Portals Soziologie eingetragen. Dies geschieht, um die Qualität der Artikel aus dem Themengebiet Soziologie auf ein akzeptables Niveau zu bringen. Hilf mit, die inhaltlichen Mängel dieses Artikels zu beseitigen, und beteilige dich an der Diskussion. (Artikel eintragen)

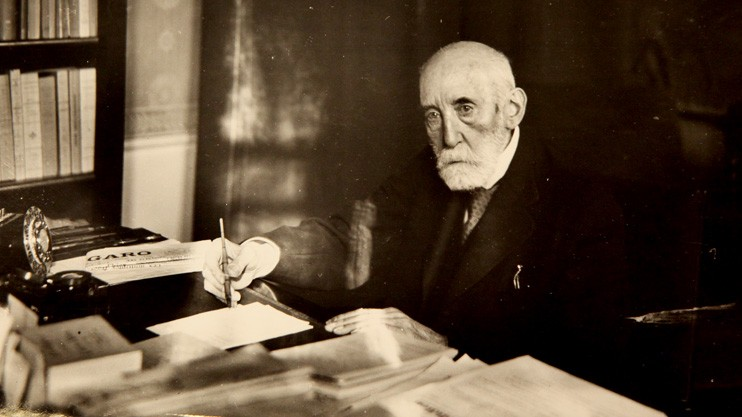
Eugène d'Eichthal

Baron Eugène d’Eichthal (* 3. November 1844 in Paris; † 28. Februar 1936 ebenda; auch Abraham Eugène d'Eichtal) war ein französischer Ökonom, Soziologe und Dichter.

## Leben

### Herkunft und Jugend
Eugène Séligmann d'Eichthal war Sohn des Publizisten Gustave d’Eichthal (1804–1886) und dessen Frau Cécile geb. Rodrigues-Henriquès (1823–1877). Beide Eltern stammten aus jüdischen Bankiersfamilien und waren zum römisch-katholischen Glauben übergetreten. Er studierte am Lycée Bonaparte (heute: Lycée Condorcet) in Paris. Im Jahr 1862 verbrachte er einige Zeit in England und 1864 in Spanien.

### Berufliche Laufbahn
1868 trat d'Eichthal eine Verwaltungsstelle bei der Klavierfabrik Pleyel et Cie. an, wo er zur Verbesserung der Situation der Arbeiter beitrug. Er war Vizepräsident der Compagnie des chemins de fer du Midi, die von seinem Onkel Adolphe d'Eichthal geleitet wurde.
Nach dem Tod seines Vaters im Jahr 1886 bereitete d'Eichthal eine Reihe von dessen Schriften zur Veröffentlichung vor, darunter Gustave d'Eichthals Korrespondenz mit dem französischen Soziologen Auguste Comte sowie den britischen Denkern John Stuart Mill und Thomas Carlyle.
Er wurde 1903 zum Präsidenten der Franklin-Gesellschaft gewählt. Im Jahr 1905 wurde d'Eichthal Mitglied der Académie des sciences morales, deren Abteilung Politische Ökonomie er als Dekan leitete. 1912 erhielt er den Posten des Direktors der École libre des sciences politiques, den er bis zu seinem Tod 1936 innehatte. Im Alter von 68 Jahren wurde er ab 1912 Präsident und Direktor der École libre des sciences politiques. Im Jahr 1919 öffnete er die Schule für Frauen. Ein Amphitheater des Institut d’études politiques de Paris wurde später nach ihm benannt.
Er war Mitarbeiter der Revue des deux Mondes, des L'Économiste français und der Revue politique et parlementaire.

### Privates
In erster Ehe war Eugène d'Eichthal mit Marie Bohomoletz (1856–1885) verheiratet. Das Paar hatte die Kinder Henri (1878–1929) und Juliette (1880–1945). Zwei Jahre nach dem Tod seiner ersten Frau heiratete d'Eichthal deren jüngere Schwester Adèle Bohomoletz (1862–1889), mit der er die Tochter Adèle (1888–1955) bekam.
Die beiden Töchter d'Eichthals übergaben nach seinem Tod in seinem Auftrag seine Sammlung von etwa 5.000 Dokumenten zur Geschichte des Saint-Simonianismus an die Bibliothèque de l’Arsenal in Paris.
Als Musikliebhaber war d'Eichthal häufig bei privaten und öffentlichen Konzerten in Paris zu sehen. Durch seine Schwiegermutter Adèle Bohomoletz lernte er den Komponisten Gabriel Fauré kennen, der ihm sein Nocturne Nr. 6 für Klavier widmete.

## Veröffentlichungen
- Les Coalitions de patrons et d'ouvriers, 1872
- Les Lois sur le travail des enfans dans les manufactures, 1872
- Socrate et notre temps: Théologie et doctrine religieuse de Socrate, 1881
- Nationalisation du sol et collectivisme agraūire, 1891
- Du rythme dans la versification française; 1892
- Le Nouveau projet de loi sur l'arbitrage industriel facultatif, 1892
- La Participation aux bénéfices facultative et obligatoire, 1892
- A la musique, sonnets, 1894[6]
- Souveraineté du peuple et gouvernement, 1895
- Tocqueville et "la Démocratie en Amérique", 1896
- Alexis de Tocqueville et la démocratie libérale : étude critique, 1897
- Le Régime de la surenchère électorale, 1897
- Correspondance inédite (1828–1842) – (1864–1871). Avant-propos et trad. par E. d'Eichthal, 1898
- Poèmes choisis, 1898
- Le Socialisme électoral, 1899
- Les Idées de J. Stuart Mill sur le grec et le latin dans l'éducation, 1899
- Socialisme et problèmes sociaux: socialisme scientifique, socialisme électoral, socialisme d'état idéaliste, socialisme et dévouement social, esthétique social, 1899
- Nouvelles observations sur les problèmes musicaux attribués à Aristote, 1900
- L'unité socialiste, 1900
- Des bases du droit socialiste, 1900
- Socialisme, communisme et collectivisme: aperçu de l'histoire et des doctrines jusqu'à nos jours, 1892
- La Psychologie économique, 1902
- La solidarité sociale: ses nouvelles formules, 1903
- La Liberté commerciale et les faits actuels, 1903
- Quelques notes d'un voyage aux États-Unis, 1906
- La formation des richesses et ses conditions sociales actuelles: notes d'économie politique, 1906
- Iphigénie en Tauride, drame de Goethe, traduit en vers français par Eugène d'Eichthal, 1908
- Guerre et paix internationales, 1909
- Sonnets d'Italie et Méditerranée..., 1909
- Pages sociales, 1909
- Les immobilisations de capitaux et les crises économiques, 1910
- L'idéologie du socialisme néo-marxiste: la lutte de classes, 1910
- Présent et avenir du syndicalisme, 1913
- L'Épisode du papier-monnaie dans le "second Faust", 1915
- Des évaluations du coût de la guerre, 1915
- La Valeur sociale des individus au point de vue économique, définitions et méthode, 1916
- George Sand et le Prince de Talleyrand: épisode d'histoire littéraire, 1917
- Souvenirs d'une ex-saint-simonienne, 1917
- Revenus privés et revenu national, 1917
- Société des Nations et Ligue permanente des états alliés et amis de l'Entente, 1918
- Quelques âmes d'élite (1804–1912): esquisses et souvenirs, 1919
- Grèves et syndicalisme, 1920
- Du rôle de la mémoire dans nos conceptions métaphysiques, esthétiques, passionnelles, actives, 1920
- Les Idées de Henri de Saint simon sur la paix européenne, 1925
- L'École libre des sciences politiques, 1928
- État démocratique et organisations privées collectives, 1928
- Les Vues de Prévost-Paradol sur les réformes constitutionnelles, 1930
- L'État et les collectivités organisées, 1931